# 28-ма паралель південної широти
28-ма паралель південної широти — лінія широти, що лежить на 28 градусів південніше земної екваторіальної площини. Вона проходить через Атлантичний океан, Африку, Індійський океан, Австралазію, Тихий океан та Південну Америку. 

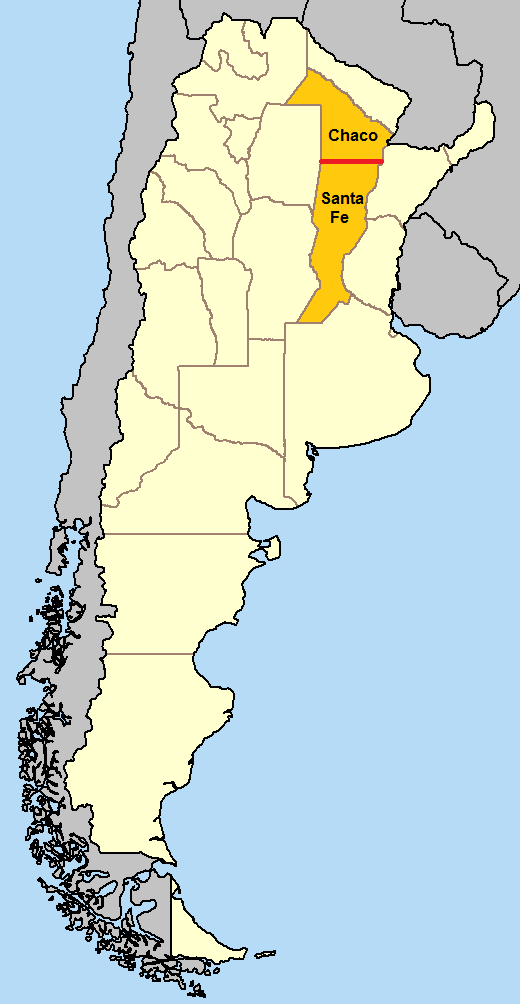
В Аргентині 28-ма паралель пд.ш. є межею між провінціями Чако та Санта-Фе

В Аргентині паралель є межею між провінціями Чако та Санта-Фе.
На цій широті під час літнього сонцестояння сонце видно 13 годин 57 хвилин, а під час зимового сонцестояння — 10 годин 19 хвилин.

## Список географічних об'єктів, що перетинає 28° пд. ш.
Починаючи з Гринвіцького меридіану та рухаючись на схід, 28-ма паралель південної широти проходить через:
| Координати                                                   | Країна, територія або море | Примітки |
| ------------------------------------------------------------ | -------------------------- | --- |
| 28°0′ пд. ш. 0°0′ сх. д. / 28.000° пд. ш. 0.000° сх. д.      | Атлантичний океан          | |
| 28°0′ пд. ш. 15°42′ сх. д. / 28.000° пд. ш. 15.700° сх. д.   | Намібія                    | |
| 28°0′ пд. ш. 20°0′ сх. д. / 28.000° пд. ш. 20.000° сх. д.    | ПАР                        | Північнокапська провінція Північно-Західна провінція — приблизно на 15 км Північнокапська провінція — приблизно на 25 км Північно-Західна провінція — приблизно на 23 км Фрі-Стейт Квазулу-Наталь |
| 28°0′ пд. ш. 32°35′ сх. д. / 28.000° пд. ш. 32.583° сх. д.   | Індійський океан           | |
| 28°0′ пд. ш. 114°8′ сх. д. / 28.000° пд. ш. 114.133° сх. д.  | Австралія                  | Західна Австралія Південна Австралія Квінсленд — проходить через Голд-Кост |
| 28°0′ пд. ш. 153°26′ сх. д. / 28.000° пд. ш. 153.433° сх. д. | Тихий океан                | Проходить південніше острова Маротірі[en], Французька Полінезія |
| 28°0′ пд. ш. 71°9′ зх. д. / 28.000° пд. ш. 71.150° зх. д.    | Чилі                       | Атакама |
| 28°0′ пд. ш. 69°15′ зх. д. / 28.000° пд. ш. 69.250° зх. д.   | Аргентина                  | Є межею між провінціями Чако та Санта-Фе |
| 28°0′ пд. ш. 55°23′ зх. д. / 28.000° пд. ш. 55.383° зх. д.   | Бразилія                   | Ріу-Гранді-ду-Сул Санта-Катарина — проходить південніше Флоріанополіса |
| 28°0′ пд. ш. 48°38′ зх. д. / 28.000° пд. ш. 48.633° зх. д.   | Атлантичний океан          | |